# Lernerautonomie
Der Begriff der Lernerautonomie wurde von Henri Holec ursprünglich mit Blick auf die Erwachsenenbildung geprägt. Die damit verbundene Idee der Selbstbestimmung und Selbststeuerung des Lerners geht mit den Leitvorstellungen der Reformpädagogik konform, Schüler zu eigenverantwortlichem Handeln zu erziehen.
Lernerautonomie ist eine besonders konsequente Form der Lernerorientierung mit dem Grundgedanken, den Lernenden selbst über Ziele, Inhalte, Methoden, Arbeitstechniken, Evaluationsformen sowie zeitliches und räumliches Umfeld bestimmen zu lassen. Lernerautonomie und selbstgesteuertes Lernen entsprechen einer konstruktivistischen Lerntheorie.

## Begründung der Lernerautonomie
Im Rahmen der konstruktivistischen Lerntheorie, in der es zur Interaktion zwischen neuem Wissen in Form von Stimuli und bereits vorhandenen Strukturen (Schemata) kommt, wird Lernen als autonomer Prozess charakterisiert, „den der Informationsverarbeiter eigenverantwortlich durchführt“. Im Gegensatz zur instruktivistisch-reaktiven Sichtweise werden Lerninhalte von den Lernenden aktiv konstruiert, also nicht „in der Form übernommen, in der sie vom Lehrer übermittelt werden bzw. als Unterrichtsmaterialien angelegt sind.“.

## Voraussetzungen für das Gelingen von Lernerautonomie
- intrinsische Motivation der Lernenden, Lernbereitschaft, z. B. durch eine frühe Heranführung an Entscheidungsmöglichkeiten oder durch die Etablierung eines Lernvertrags.
- fächerübergreifende Einführung von Lernerautonomie,
- autonomiefördernde Unterrichtsmaßnahmen: Lernstrategien, Techniken, Selbstevaluation, Rollenbewusstsein[3].
- Verantwortungsübernahme durch die Schüler bis hin zur Übernahme der Lehrfunktion (Lernen durch Lehren),
- im Fremdsprachenunterricht: Schulung der language awareness und Sprachreflexion,
- authentische Lernmaterialien,
- aufgabenorientierte Arbeitsformen

## Methodische Umsetzung

### Lernen durch Lehren
Lernen durch Lehren zeichnet sich dadurch aus, dass die Lerner die Lehrfunktion übernehmen und damit Verantwortung tragen, sich durch Expertise auszeichnen und didaktische Kompetenzen entwickeln. Der Klassenraumdiskurs (z. B. im Fremdsprachenunterricht) ist gekennzeichnet durch Authentizität.

### Freiarbeit
Freiarbeit als Form des offenen Unterrichts, fördert die Autonomie der Lerner in der Hinsicht, dass, je nach Grad der Freiarbeit, die Schüler nach ihren Interessen in organisatorischer, zeitlicher, räumlicher, kooperativer, methodischer, inhaltlicher und individueller Freiheit Lerninhalte auswählen und bearbeiten.

### Projektunterricht
Projektunterricht wird definiert als handlungsorientierte, ganzheitliche, lernerzentrierte Lernform, die curricular offen ist und sich durch „Lernerautonomie“ (Selbstorganisation, Selbstverantwortung) und Zusammenarbeit auszeichnet.